# Ari Boyland
Ari Boyland es un actor neozelandés, más conocido por haber interpretado a KC en la serie La Tribu, a Flynn McAllistair en Power Rangers RPM y a Brodie Kemp en Shortland Street.

## Biografía
Ari Boyland nació en Nueva Zelanda y es hijo de Ray Boyland y Lynn Abrahams. Es el menor de cinco hermanos: Jason, Ruth y los gemelos Mark y Hannah Boyland.
Desde joven mostró interés por la actuación, lo que lo llevó a iniciar su carrera artística a temprana edad. Alcanzó notoriedad internacional al interpretar a KC en la serie juvenil de culto The Tribe, emitida entre 1999 y 2003. Gracias a este papel, se consolidó como uno de los rostros jóvenes más reconocibles de la televisión neozelandesa.
Boyland continuó su formación actoral participando en producciones teatrales y televisivas dentro y fuera de Nueva Zelanda. Además de su trabajo como actor, ha expresado su interés en la escritura de guiones y la producción audiovisual.
Actualmente reside en Nueva Zelanda y continúa trabajando activamente en cine, televisión y teatro.

## Carrera
En 1999 se unió al elenco de la serie La Tribu, donde interpretó a KC hasta 2001, posteriormente regresó al final de la quinta temporada en 2003. En 1999 apareció en el video musical de la serie, en el álbum Abe Messiah y en el documental The Making of The Tribe. 
En 2001 apareció en el documental A Date With the Tribe. En 2009 se unió al elenco de la serie infantil Power Rangers RPM, donde interpretó al Power Ranger Azul Flynn McAllistair. Ese mismo año se unió como personaje recurrente a la exitosa serie neozelandesa Go Girls, donde interpretó a Scott Smart.
El 1 de marzo de 2010, se unió al elenco principal de la serie Shortland Street, donde interpretó a Brodie Kemp hasta el 23 de mayo de 2011. En 2011 apareció en un episodio de la serie Power Rangers Samurai, donde volvió a interpretar a Flynn. Anteriormente prestó su voz para el personaje Vulpes dutante el episodio "Unexpected Arrival".

## Filmografía[4]

### Series de televisión
| Año               | Título                | Personaje         | Notas                     |
| ----------------- | --------------------- | ----------------- | ------------------------- |
| 2011              | Power Rangers Samurai | Vulpes            | 2 episodios               |
| 2010 - 2011       | Shortland Street      | Brodie Kemp       | 128 episodios             |
| 2009 - 2010       | Go Girls              | Scott Smart       | 6 episodios               |
| 2009              | Power Rangers RPM     | Flynn McAllistair | 32 episodios              |
| 1999 - 2001, 2003 | The Tribe             | K.C.              | 137 episodios             |
| 2003              | Revelations           | Pig               | episodio "Do Unto Others" |

### Películas
| Año  | Título       | Personaje          | Notas                                                                                                  |
| ---- | ------------ | ------------------ | --- |
| 2015 | Mesmerized   | Alan Hawthorne     | junto a Katie Leclerc, Elyse Levesque & Miracle Laurie                                                 |
| 2015 | Bus Driver   | Yuppie             | junto a Steve Daron, Steven Chase, Holly Elissa, Robert Forster, Michael Bailey Smith & Mitch Holleman |
| 2015 | Joker's Wild | William Remmington | junto a Eric Roberts, Martin Kove, Lacy Marie Meyer, Robert Bogue, Mandy Bruno Bogue & Eliza Roberts   |
| 2013 | Blood Punch  | Russell            | junto a Milo Cawthorne, Olivia Tennet, Adelaide Kane & Fleur Saville                                   |
| 2013 | Channing     | E.J.               | junto a Tobi-Wan D'Acosta, Lidia Pearl, Christopher Steinmetz & Janelle Froehlich                      |
| 2012 | Tape Short   | Vince              | corto - junto a Vinny Chhibber                                                                         |
| 2010 | Chicane      | Brent              | corto - junto a Anoushka Klaus                                                                         |
| 2003 | You Wish!    | James Cooper       | junto a Jay Ryan, Spencer Breslin & Emma Lahana                                                        |

### Teatro
| Año  | Obra                | Personaje | Director (a)              | Teatro           | Notas                           |
| ---- | ------------------- | --------- | ------------------------- | ---------------- | ------------------------------- |
| 2010 | Toys                | -         | Cameron Rhodes/Toby Leach | -                | -                               |
| 2008 | White Trash Omnibus | Kevin     | Patrick Graham            | Maidment Theatre | junto a Kate Rylatt & Mike Ginn |
| -    | Idiots              | -         | -                         | -                | -                               |

## Premios y nominaciones
| Año  | Categoría                  | Premio               | Resultado |
| ---- | -------------------------- | -------------------- | --------- |
| 2011 | Cleo Batchelor of the Year | Cleo Batchelor Award | Nominado  |